# Gaoyao
Gaoyao (高要 ; pinyin : Gāoyào) est une ville de la province chinoise du Guangdong. C'est une ville-district placée sous la juridiction de la ville-préfecture de Zhaoqing.

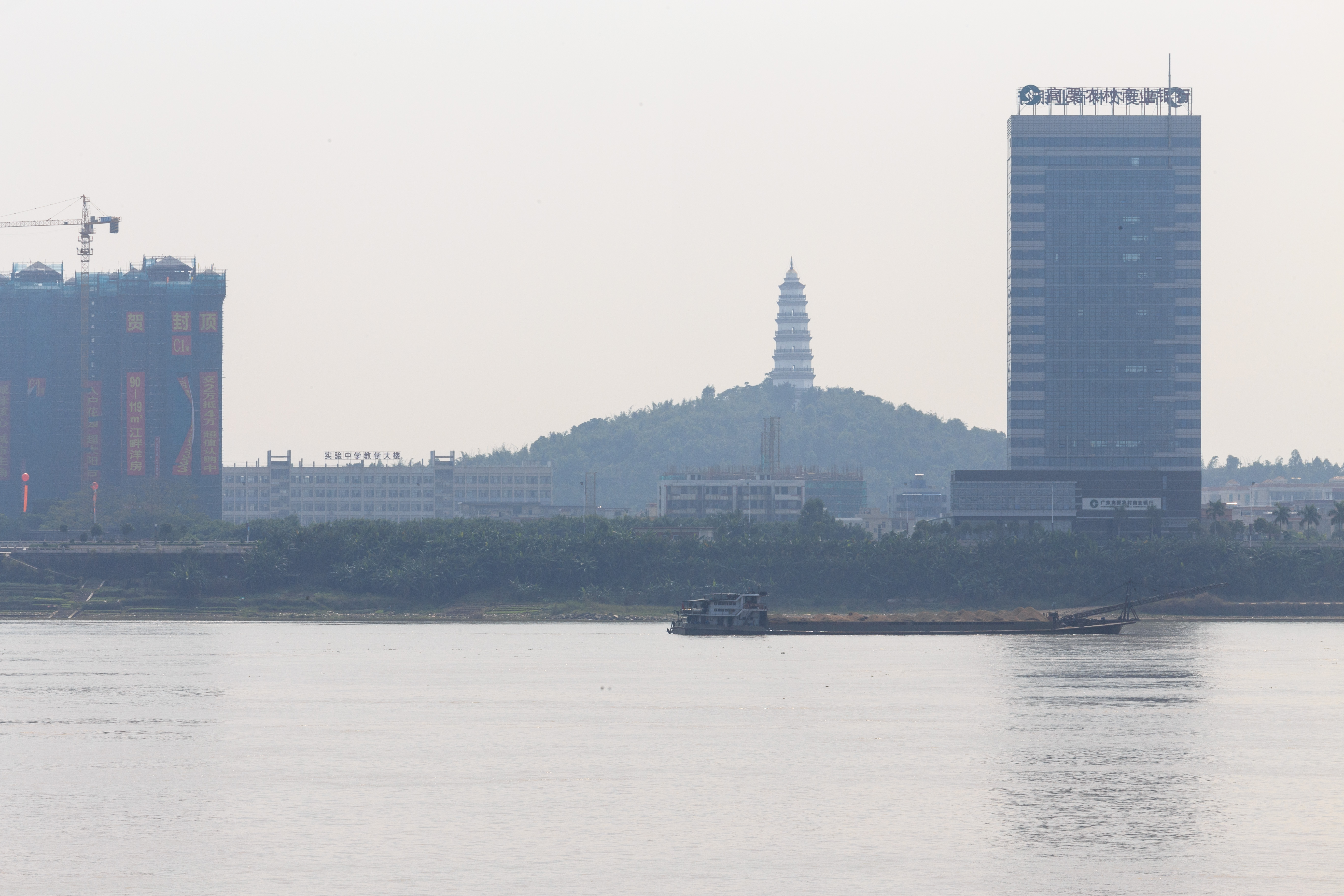
Tour de la civilisation de Zhaoqing

## Démographie
La population du district était de 710 578 habitants en 1999.
Personnes notables :
Liang han chao ( 梁寒操）： historien, fondateur du périodique culturel et historique de Kwangtung
Leung shu kim (梁素琴）： actrice de Hong Kong
Joshua wong chi fung : homme politique hong congas